# Латошинка
Латошинка — населённый пункт, располагавшийся на правом берегу Волги между сёлами Рыно́к и Винновка. Село образовалось на месте усадьб господ Лятошинских и садов этих усадьб. Во время Сталинградской битвы в районе села был произведён неудачный Латошинский десант. Сейчас Латошинка является частью Волгограда.

## XIX—XX век
Посёлок Латошинка образовался из двух усадеб принадлежавших Фёдору Петровичу Лятошинскому. Усадьбы располагались на правом берегу Волги на расстоянии в 150 саженях друг от друга и в двухстах саженях от усадьбы Даниловой. В трёх верстах ниже по течению располагалось село Рыно́к. Усадьбы относились к приходу Михайло-Архангельской церкви села Рыно́к. Расстояние от усадьбы до крупных населённых пунктов составляло: до Царицына — 19-23 версты; до Пичуги — 6 вёрст; до Дубовки — 23 версты.
В 1901 году часть зданий усадьбы была построена из кирпича, а часть из дерева, и некоторые из них были обложены кирпичом. Один из домов был построен в два этажа. При усадьбе был разбит фруктовый сад с виноградником. Тутовые деревья снабжали шелковичный завод Лятошинских, который производил до 10 пудов чистого шёлка. Водоснабжение было основано на роднике бывшем на земле Лятошинского. На территории усадьбы был создан пруд. В усадьбах была создана кумысолечебница, которая принимала отдыхающих в летнее время.
Хозяева проживали в усадьбах в летнее время, а зимой оставались работники и караульщики всего не более 10 человек.
По берегу Волги рос лес состоявший из дуба, карагача, осины и ольхи.
Фёдор Петрович и Владимир Фёдорович Лятошинские, дворяне Царицынского уезда, внесённые в дворянскую книгу Саратовской губернии с 1830 года, в 1895 году имели в собственности 359 десятин земли.

## XX век

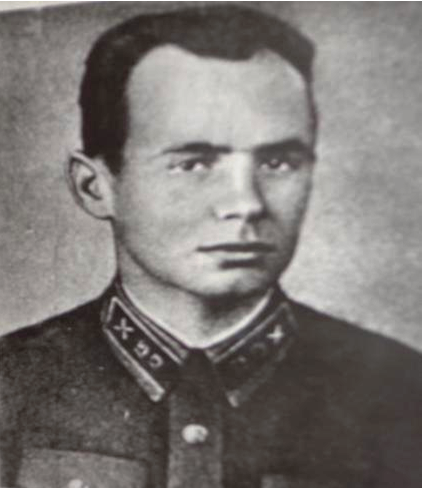
Командир 12-й батареи 1078-го зенап лейтенант М. А. Баскаков

Во время Великой Отечественной войны в районе Латошинки действовала Латошинская железнодорожная паромная переправа, которая соединяла железнодорожные станции—пристани «Причальная» (правый берег) — «Паромная» (левый берег). На переправе работали два парома «Иосиф Сталин» и «Переправа вторая», а работу в зимний период обеспечивал «Саратовский ледокол». Железнодорожную часть паромной переправ обеспечивали железнодорожники Морозовского железнодорожного депо. За сутки в одном направлении переправлялось до 600 вагонов. Всего за период с 27 декабря 1941 года до 23 августа 1942 года было перевезено 53000 вагонов. За два месяца работы переправу бомбили более 150 раз. Под бомбёжками погибло около двухсот человек.
23 августа 1942 года 16-я танковая дивизия вермахта вышла к Волге в районе Латошинки, разделив Сталинградский фронт на две части и изолировала 62-ю армию в районе Сталинграда. Противник не бомбил район Латошинки, очевидно желая сохранить паромную переправу в рабочем состоянии. На высотах в районе Латошинки стояли зенитчики 1087-го зенитного артиллерийского полка: 12-я батарея под командованием лейтенанта Михаила Александровича Баскакова. В 15:00 23 августа зенитчики приняли бой с танками 16-й танковой дивизии. Зенитчики погибли, а об их подвиге рассказала газета «Тревога» в статье «Подвиг сорока трёх». Пока шёл бой, начальник переправы Фетисов готовил паром «Иосиф Сталин» к отправлению. Отчалил паром уже под обстрелом из района Латошинки. Ночью паром совершил ещё один рейс и забрал беженцев и раненых с занятого немцами берега.
Вплоть до 24 ноября посёлок был занят немцами, хотя части группы Горохова многократно пытались овладеть им. Немецкий гарнизон села Латошинка составлял 400 человек и несколько танков.

Памятная доска посвящённая подвигу 12 батареи 1087 зенап под командованием лейтенанта М. А. Баскакова

В ночь с 30 на 31 октября 1942 года была предпринята попытка высадки десанта в районе Латошинки. Латошинский десант ставил целью захват Латошинки и соединение с группой Горохова, которая удерживала посёлок Рыно́к. Батальон 1049-го стрелкового полка 300-й стрелковой дивизии в составе 910 человек под командованием капитана Василия Филипповича Былды высадился в районе Латошинки. 3 ноября остатки десанта были эвакуированы бронекатерами Волжской военной флотилии, не достигнув поставленных целей. Потери составили 741 человек и 70% вооружения.
24 апреля 1943 года была восстановлена работа Латошинской железнодорожной паромной переправы, которая действовала до перекрытия русла Волги 31 октября 1958 года в рамках строительства Волжской ГЭС.
После войны в районе Латошинки была найдена стоянка древнего человека неолитического времени.